# Freyastera benthophila
Freyastera benthophila is een zeester uit de familie Freyellidae.
De wetenschappelijke naam van de soort werd, als Freyella benthophila, in 1889 gepubliceerd door Percy Sladen.